# Tourismus in Oman

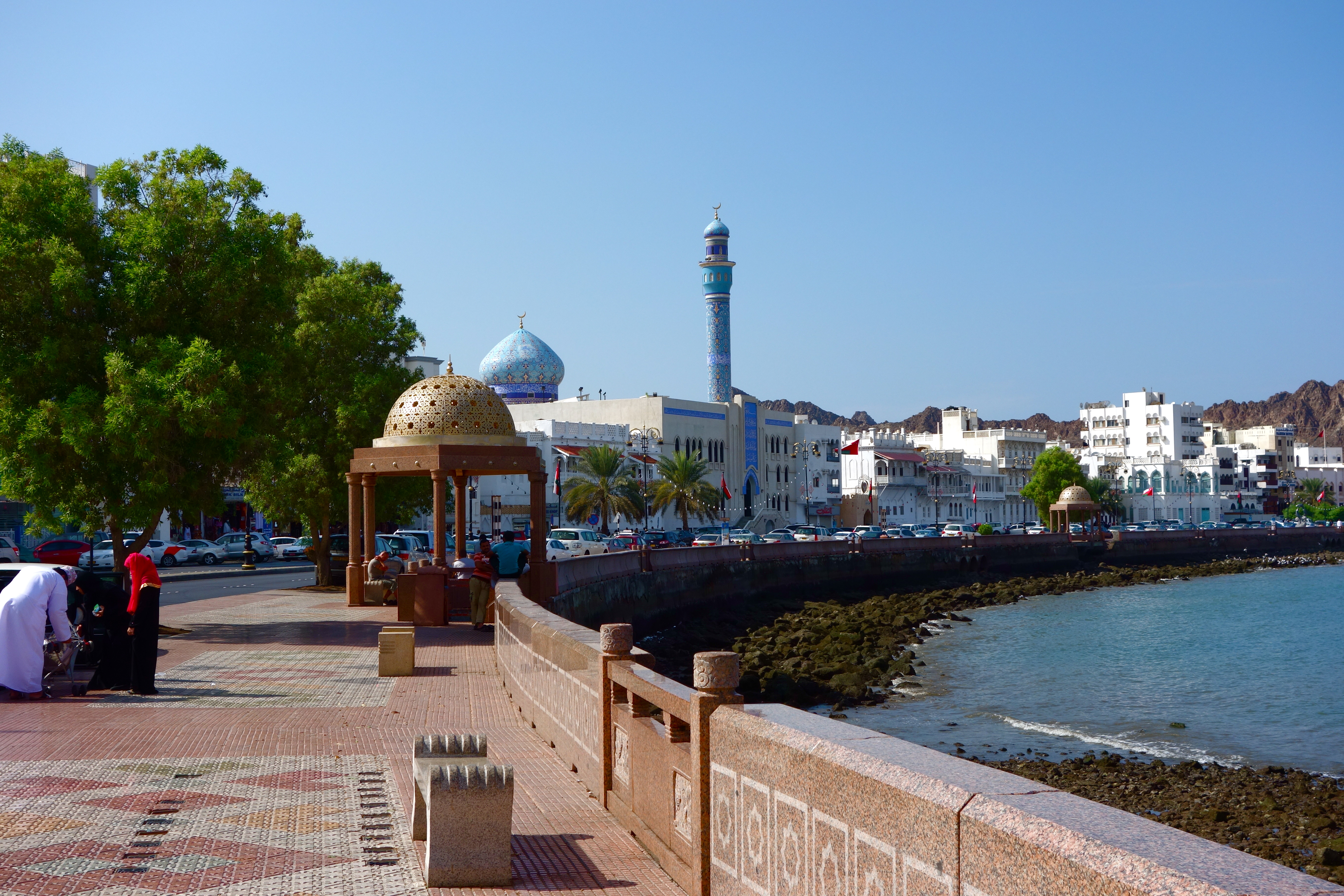
Corniche von Matrah

In Tourismus in Oman gibt es einen Abriss der Reisemöglichkeiten in Oman. Genauere Informationen zur Geographie stehen unter Geographie Omans.

## Erreichbarkeit
Oman wird von mehreren internationalen Fluglinien aus Europa, den arabischen Nachbarländern und dem indischen Subkontinent angeflogen. Viele Verbindungen erfordern Zwischenlanden oder Umsteigen, meist in Dubai. Der zentrale Flughafen befindet sich in Sib nahe der Hauptstadt Maskat. Vom Flughafen Salala gibt es nur wenige Flüge in Nachbarländer.
Auf dem Landweg ist Oman schwer zu erreichen. Nur die Grenze zu den Vereinigten Arabischen Emiraten ist visums- und verkehrstechnisch offen.
Bei der Einreise in den Oman wird ein Visum verlangt, welches EU-Bürger seit 2018 vor der Einreise elektronisch beantragen müssen. Der Preis für ein Touristenvisum richtet sich nach der Aufenthaltsdauer. Für den Besuch der Exklave Musandam auf dem Landweg vom restlichen Oman aus ist ein Visum für mehrfache Einreisen notwendig.

## Fortbewegung im Land

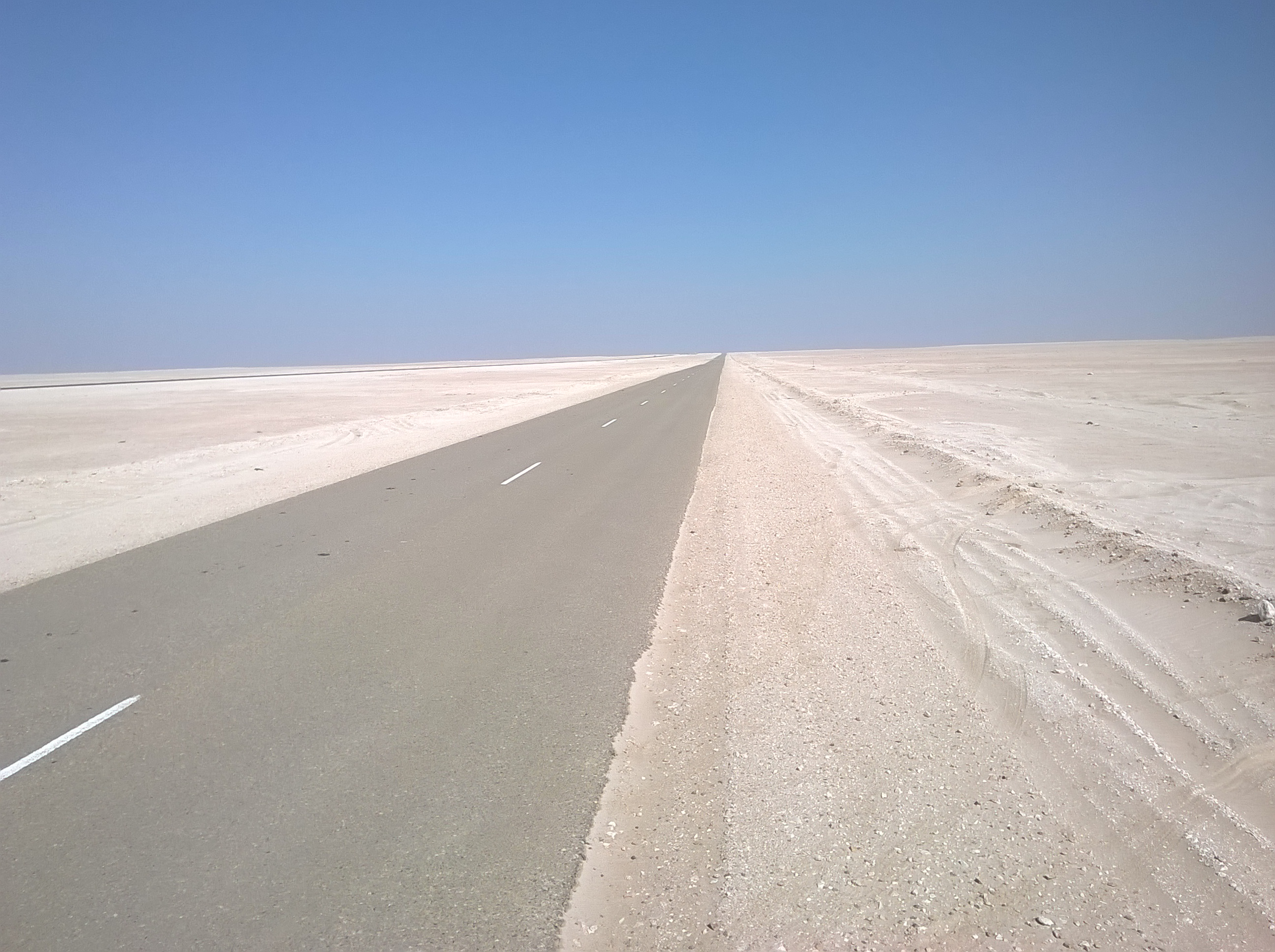
Gut ausgebautes Straßennetz

Im Jahre 2005 gibt es zwei Inlandsflugverbindungen: mehrmals täglich von Maskat nach Dhofar (Flughafen Salala) und mehrfach wöchentlich in die nicht auf dem Landweg verbundene Exklave Musandam (Flughafen Chasab).
Der öffentliche Fernverkehr wird mit Bussen abgewickelt. Zwischen den größeren Städten fahren Linienbusse, meist nur ein- bis dreimal täglich, Tendenz abnehmend, da sehr viele Omanis private Fahrzeuge haben. Auf kürzeren Nebenstrecken, aber auch auf Busstrecken, fahren Sammeltaxis, die abfahren, wenn sie voll sind. Nur in der Hauptstadtregion existiert ein öffentlicher Nahverkehr mit Bussen und Sammeltaxis. Man ist ansonsten auf eines der zahlreichen Taxis angewiesen, die wegen der geringen Benzinpreise sehr günstig sind und daher häufig auch Fahrten an abgelegenere Orte aufnehmen. Eisenbahnen gibt es in Oman nicht.
Da das Busnetz sternförmig organisiert ist, die Orte untereinander selten verbunden sind und viele Sehenswürdigkeiten nicht in der Nähe der Stadtzentren liegen, nutzen die meisten Touristen aus dem Ausland die Dienste von Tourveranstaltern oder mieten sich einen PKW oder geländegängiges Fahrzeug. Mit normalen PKW lassen sich alle Städte auf gut ausgebauten Asphaltstraßen erreichen, auch zu kleinen Orten und Stadtteilen sind die Pisten mittlerweile asphaltiert worden. Die meisten Straßen führen durch Ebenen oder durch breite Täler, so dass man sehr schnell durch das Land kommt. Trotz der vielen Berge gibt es nur wenige echte Bergstrecken. Die Straße von Birkat-Al-Mawz auf den Dschabal al-Achdar ist zwar asphaltiert, aber so steil, dass sie nur durch Allradfahrzeuge befahren werden kann, was von der omanischen Polizei kontrolliert wird.

## Unterkunft

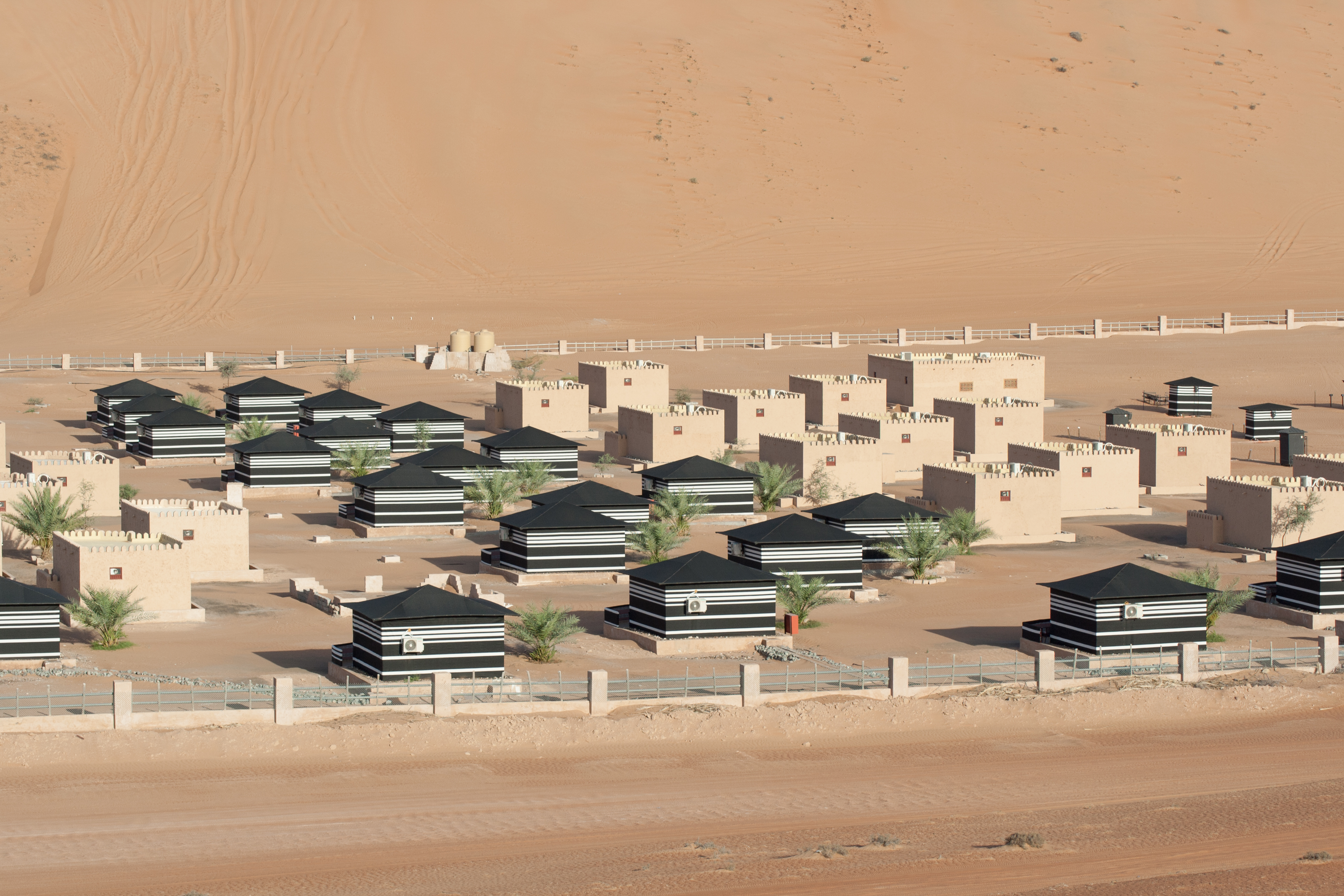
Wüstencamps bieten die Möglichkeit der Übernachtung in den Wahiba Sands

Oman ist inzwischen gut mit Hotels ausgestattet. Die meisten sind mindestens untere Mittelklasse, so dass Oman kein billiges Reiseland ist, Doppelzimmer bekommt man ab 40 Euro. Hotels (manchmal auch Guest House oder Motel genannt) gibt es
- in allen Teilen der Hauptstadtregion von Yiti über Matrah bis Sib
- in der Batinah bei Ras as-Sawadi, bei as-Suwaiq und in Suhar
- in al-Chasab (Musandam)
- am westlichen Hadschar-Gebirge bei Nizwa und Bahla und in Ibri
- in Buraimi an der Grenze zu den Emiraten
- am östlichen Hadschar-Gebirge in und bei Ibra', in al-Qabil, am Abzweig zum Wadi Bani Chalid und in Sur
- im Dscha'alan am Ras al-Hadd und in Bani Bu Ali
- auf der Insel Masira und auf dem Weg dorthin in al-Haddsch
- auf dem Weg vom Norden nach Salalah gibt es Unterkünfte in Adam, Haima und Thumrait sowie 3 Rest Houses dazwischen
- in Dhofar in Salala, Mirbat und Mughsail

Wüstencamps liegen am Nordrand der Wüste Ramlat al-Wahiba. Ein einfaches Camp liegt zwischen Rustaq und Awabi. An der Westküste der Insel Masira gibt es ein Kitecamp. Jugendherbergen gibt es in Salalah und in al-Aschchara, südlich vom Ras al-Hadd. Eine neue wird in den Bergen bei al-Hamra gebaut.
Zelten ist grundsätzlich überall möglich; in den Bergen können die Temperaturen im Winter den Gefrierpunkt erreichen oder sogar unterschreiten.

## Kulinarik

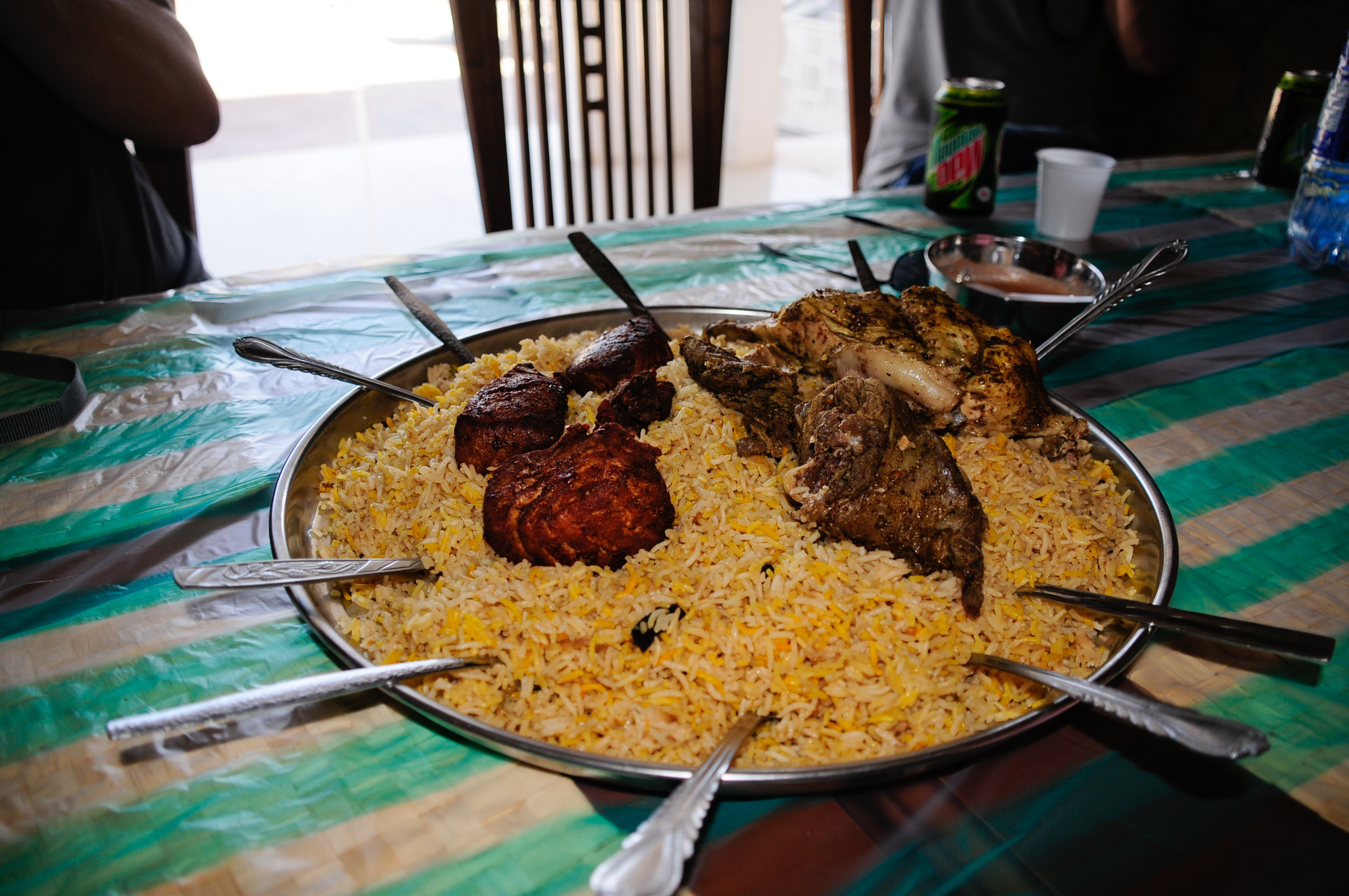
Traditionelle Platte mit Lamm und Huhn für mehrere Personen

Restaurants, Imbissbuden und Kaffeehäuser werden meist von Indern oder Pakistanern betrieben. Sie sind günstig und bieten im Allgemeinen ein gutes Essen an. In größeren Orten, insbesondere in der Hauptstadtregion, finden sich auch spezialisierte Restaurants. Große Hotels bieten meist Halbpension. In sogenannten Hypermarkets bekommt man alternativ den ganzen Tag lang vorgekochte Mahlzeiten. In Restaurants gilt: Arabisches Essen ist selten fleischlos, sodass Vegetarier in indischen Restaurants bessere Chancen haben. Jenseits der größeren Städte ist ein Angebot zwar fast immer vorhanden, aber eher schlicht und ohne größere Auswahl.
Wie in den meisten muslimischen Ländern ist auch in Oman der Alkoholkonsum verboten. Eine Ausnahme gibt es in Hotels und Touristencamps. An den dortigen Bars werden häufig verschiedene Biersorten, Wein und in teuren Gegenden auch Spirituosen ausgeschenkt.
Authentisch omanisch isst man auf dem Fußboden sitzend auf einem Teppich. Zum Anlehnen gibt es Kissen, und die Schuhe bleiben vor der Tür stehen.

## Sehenswürdigkeiten

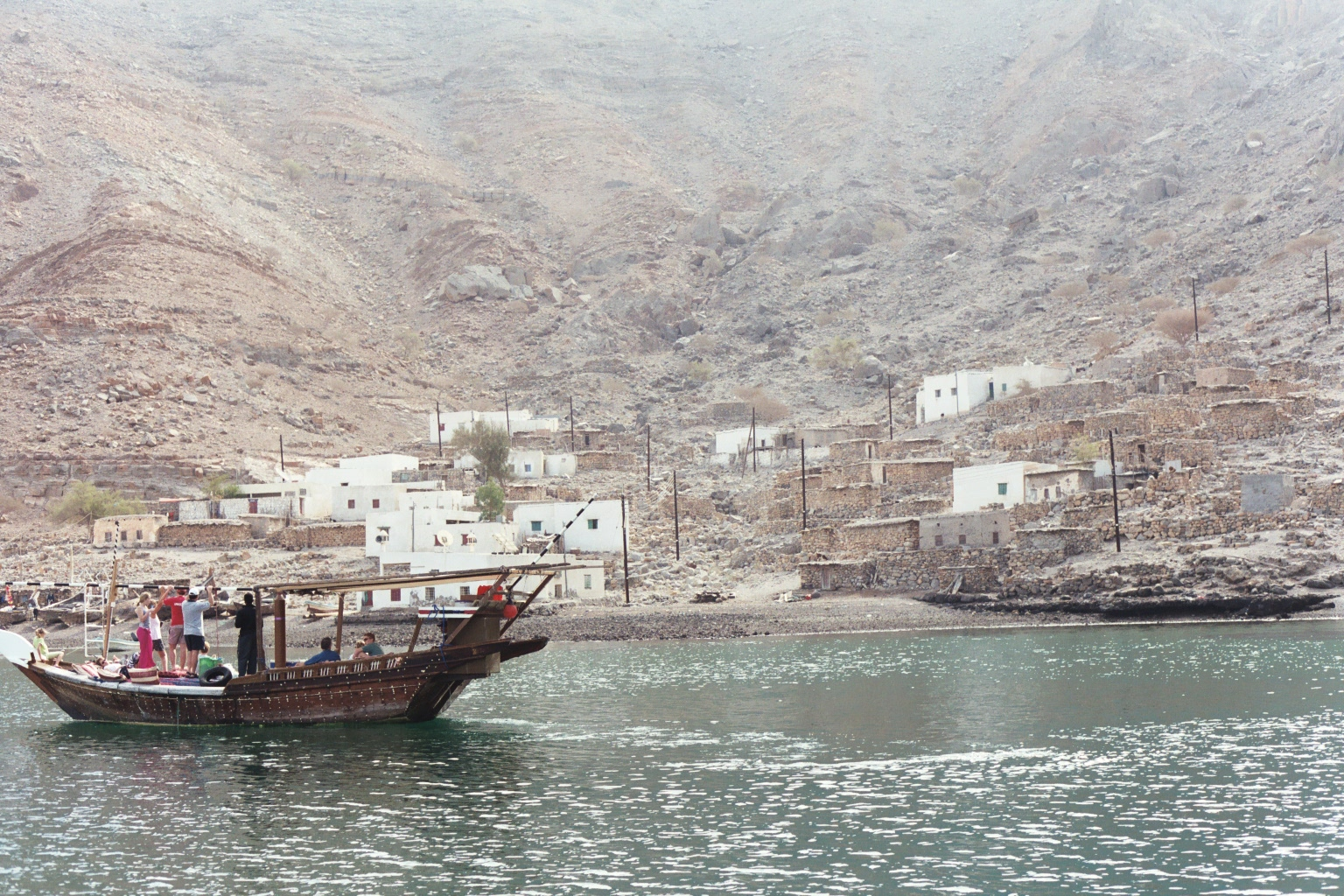
Dhow mit Touristen vor einem Fjorddorf in Musandam

Omanreisende erfreuen sich an Wüsten, an Wadis in spektakulären Berglandschaften, an Oasen, an alten Festungen und Forts, an Ruinen alter Lehmsiedlungen, an Märkten und an Stränden.

### Landschaften
- Hohe Berge und Täler im Hadschar beim Dschabal al-Achdar und Dschabal Schams
- Eine besondere Herausforderung für Bergsteiger stellt die nahezu 1000 Meter hohe Südostwand des Dschabal Mischt dar.
- Sandwüste mit hohen Dünen: Wahiba Sands
- Wadi Bani Chalid, ein Tal mit bunten Bergen und Pools, die als Wasserspeicher genutzt werden
- Fjordlandschaft in Musandam

### Forts

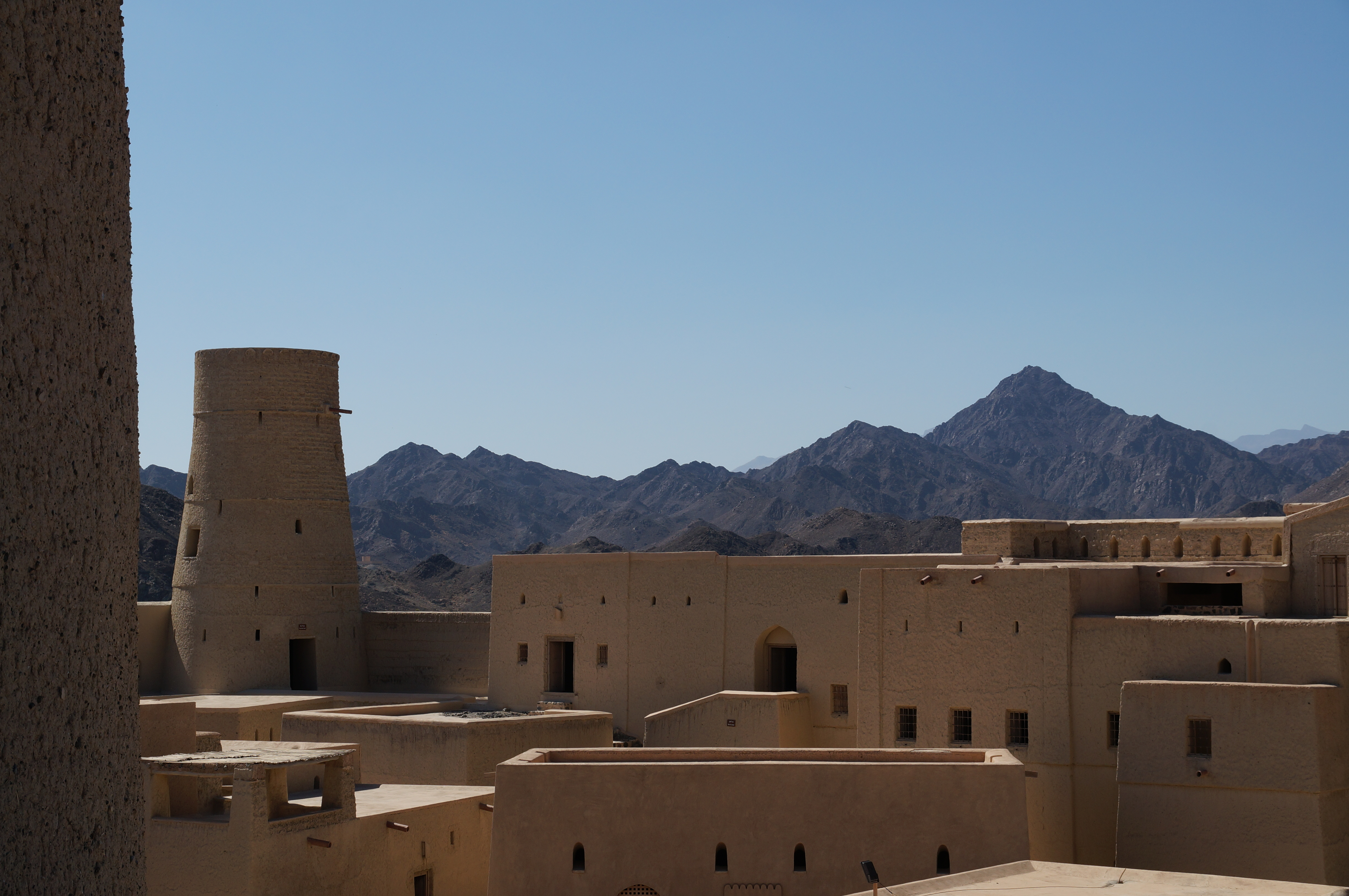
Festung von Bahla, UNESCO-Welterbe

- al-Hazm: ein Fort mit versteckten Wegen
- Das Fort von Nachl liegt auf einem Felsen und hat eingerichtete Räume
- Der Palast von Dschabrin
- Hisn Tamah, die restaurierte Festung von Bahla
- Festung von Nizwa

### Märkte

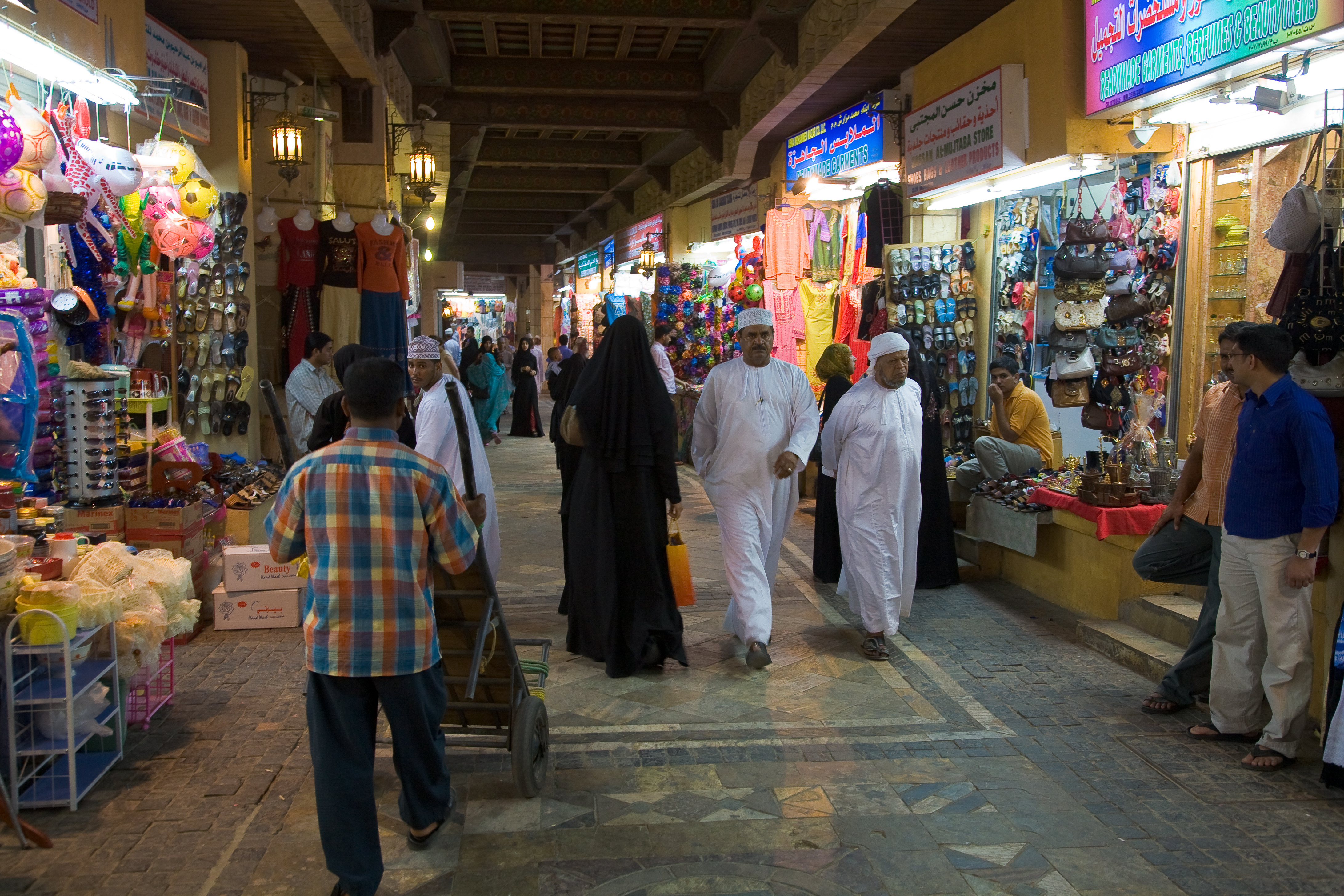
Im Suq von Matrah

- Der Hauptstadt-Suq von Matrah hat die größte Auswahl, ist sehr lebendig und stimmungsvoll.
- Der Suq von Nizwa wurde größtenteils neu gebaut und ist nach Waren gegliedert. Freitags findet der Tiermarkt statt.
- In Ibra gibt es mittwochs den Frauenmarkt, bei dem vorwiegend Frauen ihre Produkte anbieten.

### Interessante Städte und Stadtteile
- In al-Minzafa, etwa fünf Kilometer vom Zentrum von Ibra entfernt, stehen viele reiche Lehmhäuser, deren Decken aber schon alle eingestürzt sind. Da die Türen offen sind, lässt sich gut ein Eindruck von gar nicht so lange vergangenen Wohnformen gewinnen.
- Das alte Zentrum von Mana ist von einer Stadtmauer umgeben; die Lehmhäuser zerfallen zwar, geben aber immer noch einen guten Eindruck früheren Lebens wieder.
- Die Atmosphäre von Matrah, besonders an der Corniche mit den alten Kaufmannshäusern und im Suq, wird auch zukünftig erhalten bleiben. Der Wohnbereich der schiitischen aus Belutschistan stammenden Lawatis ist allerdings nicht zugänglich.
- Die Hafenstadt Sur wirkt als einzige in Oman wirklich städtisch lebendig in ihrer alten Struktur.

### Pflanzen
- Weihrauchbäume in Dhofar
- Dattelpalmen in allen Oasen

### Tierwelt
- Wildschutzgebiet der Arabischen Oryx
- Schildkröten an der Küste südlich vom Ras al-Hadd bei Ras al-Dschinz
- Delfine vor den Küsten
- An den Lagunen in Dhofar und bei Ras al-Hadd lassen sich viele Vögel beobachten

### Strände

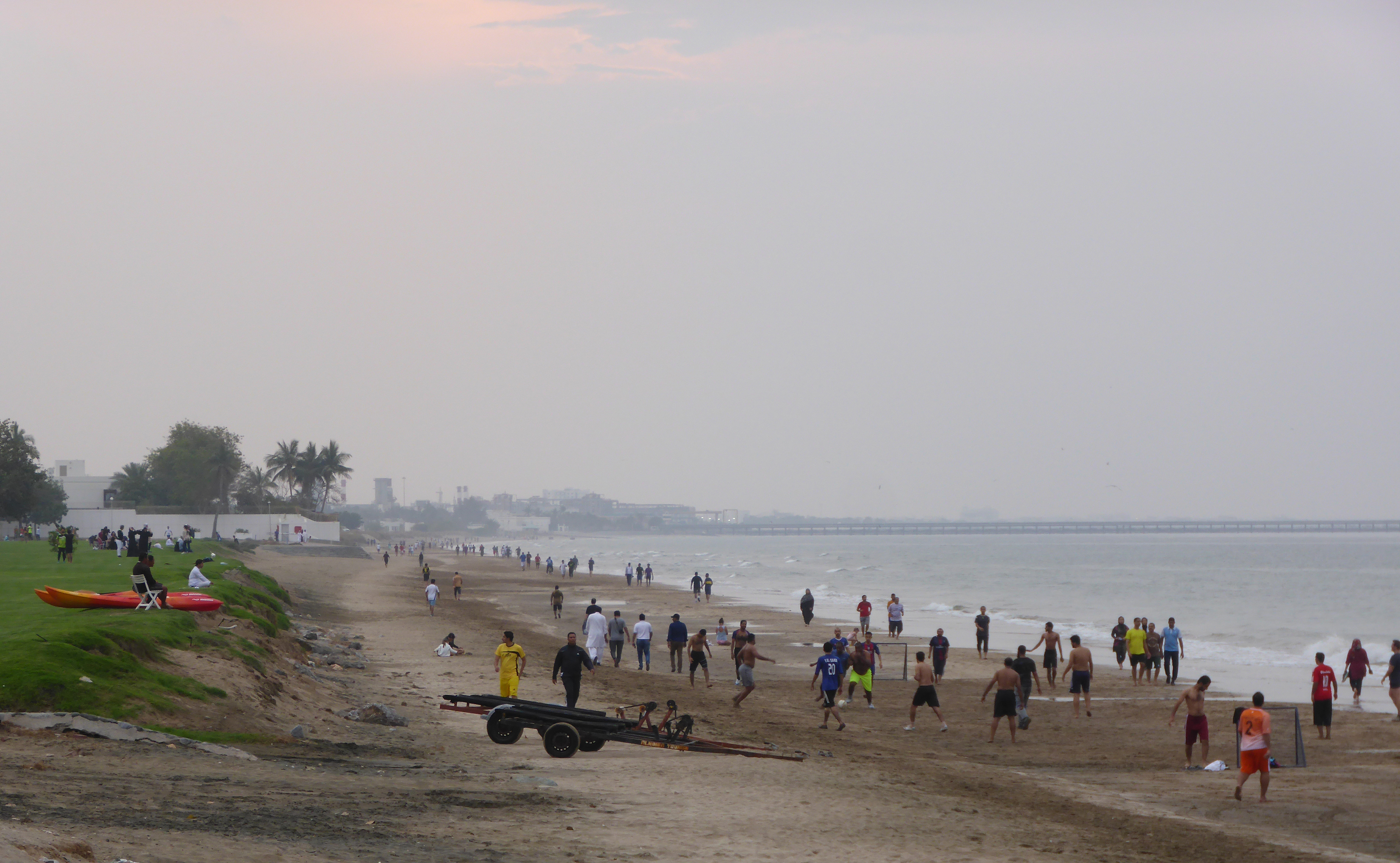
Abendliches Treiben am Strand von Qurum, Muscat Capital Area

Oman ist nicht gerade ein Badeland. Obwohl es viele einsame Strände und Hotelstrände gibt, an denen man baden kann, gibt es so gut wie keine Badeinfrastruktur, da die Strände von der lokalen Bevölkerung normalerweise nicht zum Baden verwendet werden. Strände als Orte der Begegnung, zum Joggen oder Fußballspielen, werden aber auch bei Einheimischen immer beliebter.
- Der große Strand von Yiti liegt in schöner Berglandschaft nahe der Hauptstadt.
- In Dhofar, vor der Lagune Khor Rori, liegt ein schöner, von Felsen eingerahmter Strand.

## Aktivitäten

### Wandern

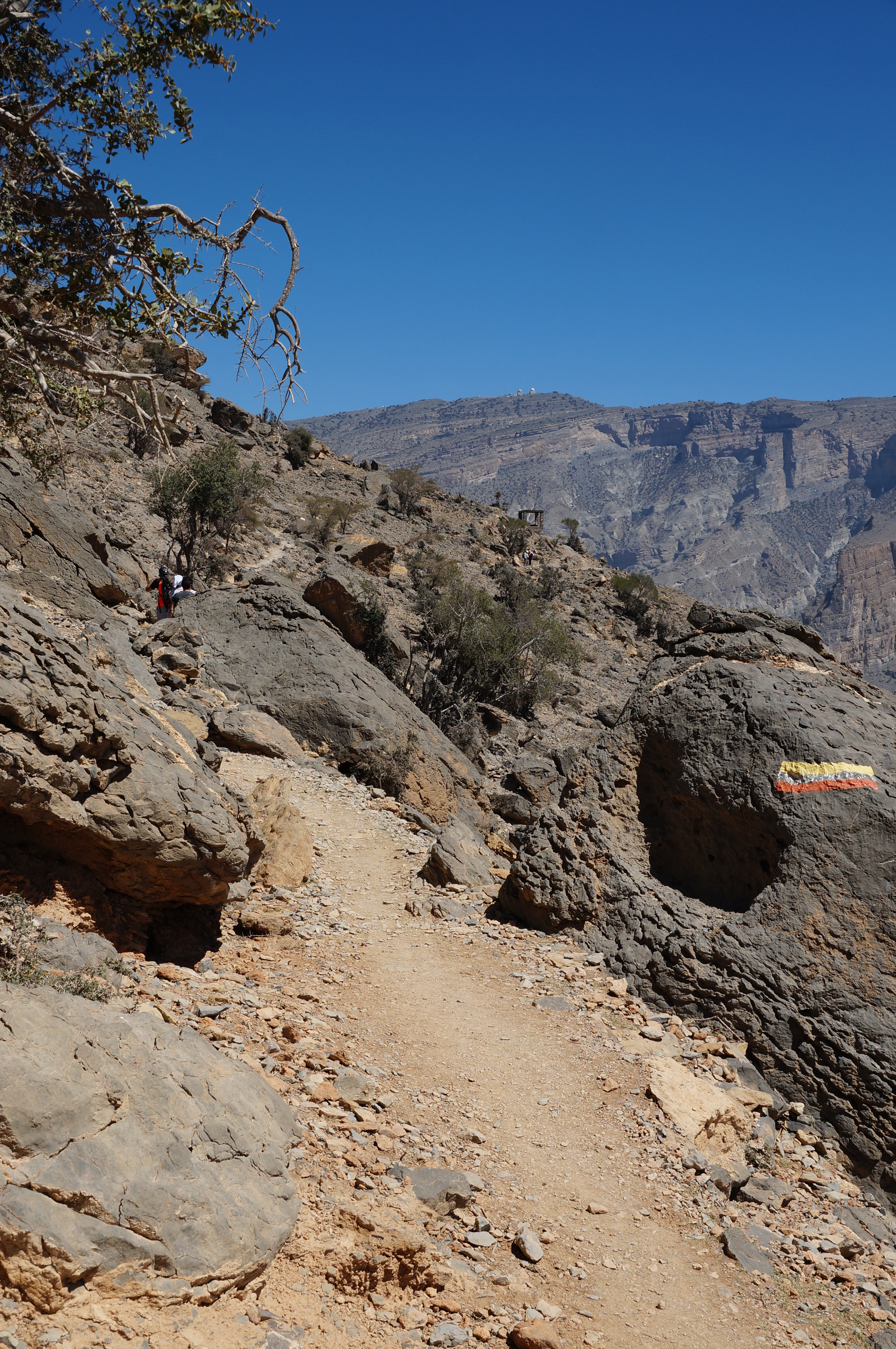
Markierter Wanderweg am Dschabal Schams

Wanderungen verschiedener Länge sind besonders in den Bergregionen möglich. Man wird sich oft an Pisten orientieren, die sich durch Wadis schlängeln und zu kleinen Oasen führen. Auf den Dschabal Schams führt sogar ein beschilderter Weg, ebenso gibt es eine Zweitageswanderung von den Pools bei Mukal im Wadi Bani Chalid ins Wadi Tiwi an der Küste.

### Off-Road

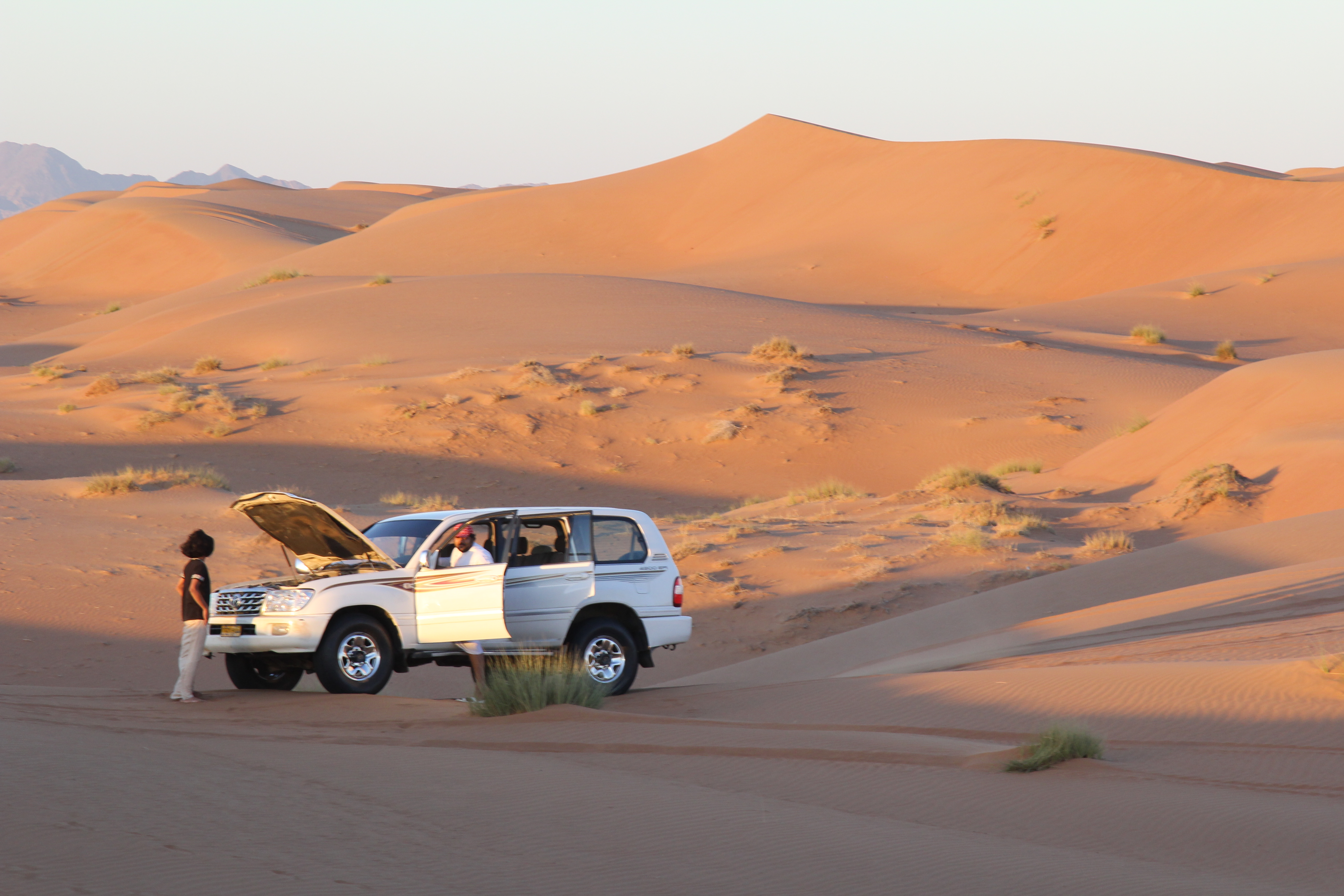
Unterwegs in der Wüste

Wüsten und abgelegene Bergregionen bieten sich für Fahrten mit entsprechenden Fahrzeugen an. So können auch Durchquerungen des Hadschar unternommen werden, die anders nicht möglich sind. Zunehmend werden ehemalige Off-Road-Strecken asphaltiert. Ein international bekanntes Highlight für Offroader ist die Fahrt in den Wahiba-Sands.

### Tauchen
Bei Tauchern und Schnorchlern ist die Region um Musandam, die Daymaniat Inseln, die von Ras as-Sawadi oder Maskat aus erreichbar sind sowie die Region südöstlich von Maskat beliebt. Die meisten Tauchbasen findet man in der Nähe von Maskat. Hier ist die Insel Al Fahal sowie die fjordähnliche Küste im Südosten zum Tauchen geeignet. Zusätzlich wurde hier im Jahr 2003 die Al Munassir als künstliches Riff und Tauchplatz versenkt. Zu den Ḥallāniyyāt-Inseln und Rund um Musandam gibt es seit einigen Jahren regelmäßige Tauchsafari-Touren.

### Kiteboarding
Oman bietet sehr gute Bedingungen für Kitesurfer. Speziell die Insel Masira im Süden Omans gilt als windsicherer Spot, im Sommer werden aufgrund des Monsuns konstant über 20 Knoten Windgeschwindigkeit erreicht.

### Archäologie
Archäologisch Interessierte können in Oman Zeugnisse alter Kulturen finden.
- Der alte Weihrauchhafen Samhuram, Teil des UNESCO-Weltkulturerbes zum Thema Weihrauch.
- 4000 Jahre alte Bienenkorbgräber liegen bei Bat und al-Ain.
- Man glaubt Ubar, einen ehemals legendär reichen Ort, bei Shisr gefunden zu haben.

### Höhlen
- Die große Karsthöhle Al Hoota Cave ist seit 2006 prinzipiell öffentlich zugänglich, aber unregelmäßig geschlossen.
- Eingestürzte Karsthöhlen gibt es in Dhofar im Dschabal Samhan.
- Die Doline Hawiyyat Nadschm liegt an der nordöstlichen Küste am Golf von Oman, am Fuße des Hadschar-Gebirges auf halbem Weg zwischen Maskat und Sur. Sie ist über ein Höhlensystem mit dem etwa 500 Meter entfernten Meer verbunden, das betaucht werden kann. Der Hawiyat Najm Park umschließt das Gelände.